# Hilde Uitterlinden
Hilde Emma Uitterlinden (Antwerpen, 30 augustus 1939) is een Vlaamse actrice die actief is op de theaterbühne en in televisieproducties.

## Opleiding en theatersuccessen
Uitterlinden studeerde in 1960 af aan de Studio Herman Teirlinck.
Ze had daarna een hoofdrol als huishoudster Victorine in de film Monsieur Hawarden uit 1967, maar ze speelde vooral theater, onder meer met de Antwerpse Koninklijke Nederlandse Schouwburg. Na een hoofdrol in Dario Fo's Het zevende gebod: steel wat minder, trok ze met medespeler en partner Charles Cornette mee met regisseur Arturo Corso op theaterontdekkingsreis door Europa. De samenwerking tussen Corso, Cornette en Uitterlinden zou in 1972 leiden tot de succesvolle productie van Mistero Buffo en in 1973 tot de oprichting door de twee laatsten van de Internationale Nieuwe Scène.
Met Dirk Van Esbroeck en partner Charles Cornette werkte ze aan een aantal poëzieprogramma's op basis van werk van Pablo Neruda en Federico Garcia Lorca.

## Tv, film en later werk
In 1988 had ze een hoofdrol in de tv-serie Klein Londen, Klein Berlijn. In 1995 en 1996 speelde ze mee in Ons geluk.
Kleinere film- en televisierollen had ze in onder meer Maria Speermalie (1979), Zone Stad, Aspe, Recht op Recht (2000), Flikken (2005), het tweede seizoen van Matroesjka's, Vermist, Jes, Crimi Clowns, Crimi Clowns: De Movie als moeder Tersago, Familie (sinds 2016) als moeder van Rudi, en in het 2de seizoen van Beau séjour (2021).
Tot haar latere theaterproducties behoren een rol in Diplodocus Deks (2004) en de regie van Etrange étranger (2007-2008).

## Persoonlijk
Uitterlinden is de oudere zus van Ilse Uitterlinden. Ze hebben meermaals zowel in het theater als in televisieproducties samen gespeeld.